# Heinrich Kilger der Jüngere

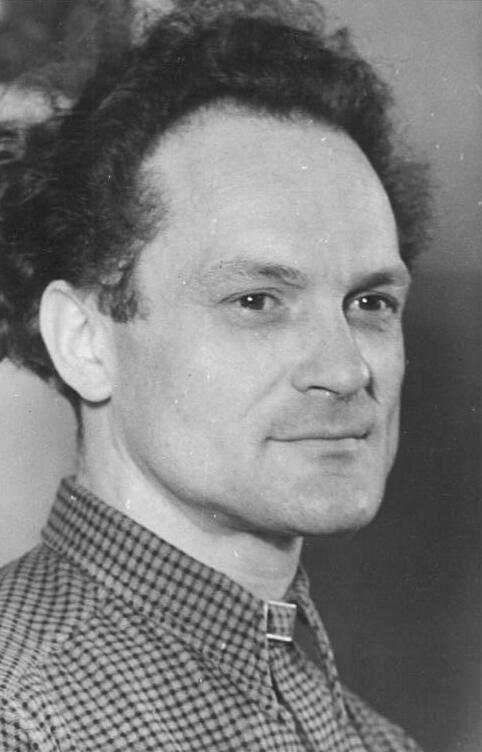
Heinrich Kilger 1949

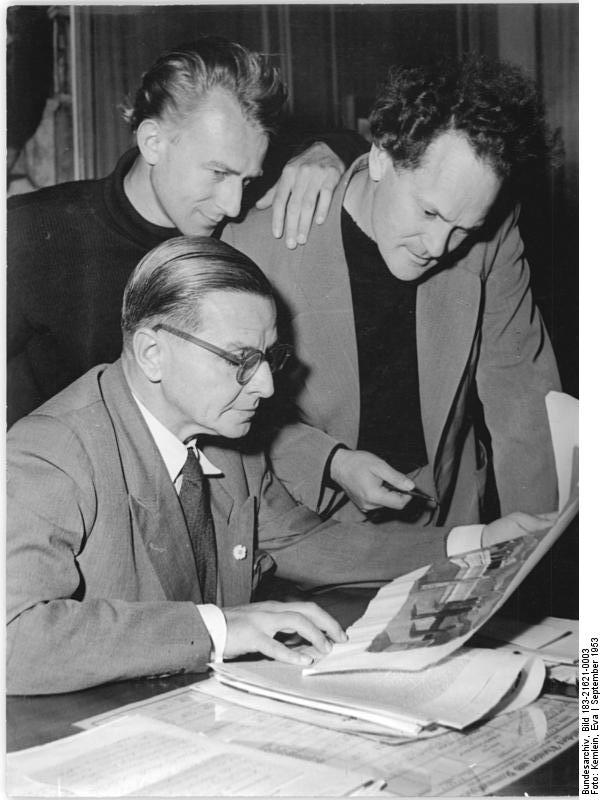
Kilger (rechts) 1953 mit Wolfgang Langhoff (Intendant des Deutschen Theaters), im Hintergrund Heinar Kipphardt, Dramaturg am Deutschen Theater

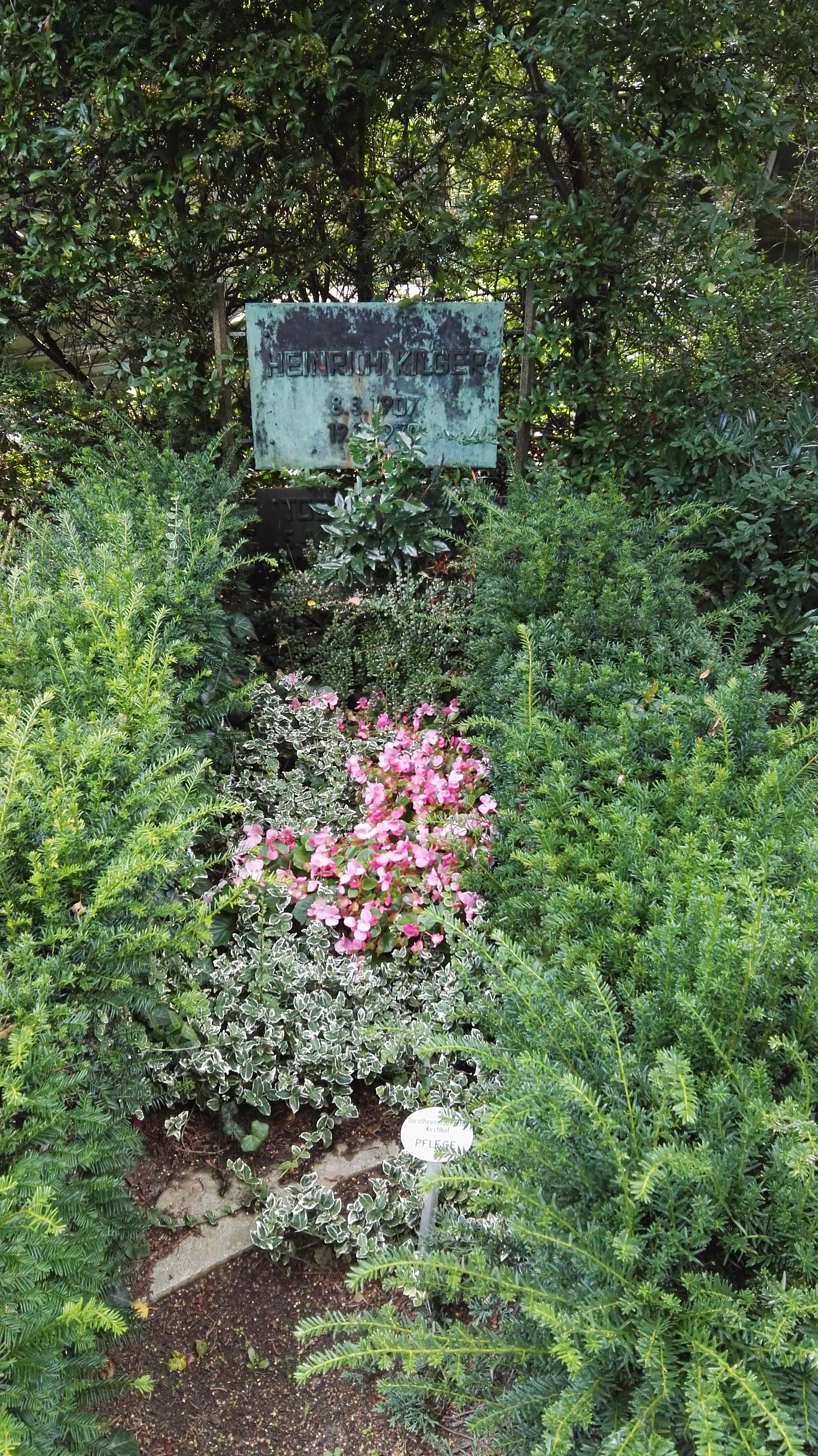
Grabstätte auf dem Friedhof der Dorotheenstädtischen und Friedrichswerderschen Gemeinden

Heinrich Kilger (* 8. März 1907 in Heidelberg; † 19. Januar 1970 in Berlin) war ein deutscher Bühnenbildner und Hochschullehrer.

## Leben und Werk
Kilger war der Sohn von Heinrich Kilger dem Älteren. Nach einer Malerlehre studierte er 1928/29 bei Georg Schrimpf an der Städtischen Kunstgewerbeschule in München. 1929 bis 1933 arbeitete Kilger bei der Malerhütte Berlin. Bis 1938 fand er keine feste Anstellung und arbeitete als Anstreicher. 1938 bekam er eine Stelle als Theatermaler am Deutschen Theater Berlin. Das Adressbuch verzeichnete ihn 1943 als Maler in der Alvenslebenstraße 20. Das Gebäude fiel den Luftangriffen der Alliierten auf Berlin zum Opfer.
1940 wurde Kilger zur Teilnahme am Zweiten Weltkrieg zur Wehrmacht eingezogen. Er war dann bis 1945 in sowjetischer Kriegsgefangenschaft, wo er den Schriftsteller Wolfgang Weyrauch kennenlernte, der von 1945 bis 1948 Redakteur der in Berlin erscheinenden Zeitschriften Ulenspiegel wurde. Weyrauch vermittelte ihm zunächst Aufträge bei der Zeitschrift.
Sein erstes Bühnenbild entwarf Kilger 1946 für das Hebbel-Theater. 1948 fand er eine Anstellung als Chefbühnenbildner am Deutschen Theater, wo er regelmäßig für den Intendanten Wolfgang Langhoff arbeitete. Seine bekannteste Arbeit der Nachkriegszeit war 1949 das Bühnenbild für die Premiere von Bertolt Brechts Mutter Courage und ihre Kinder.
Kilger schuf zahlreiche Tanzmasken für den Tänzer Jean Weidt.
An der Hochschule für angewandte Kunst Berlin-Weißensee hatte Kilger ab 1947 eine Professur für Bühnenbild. U. a. studierten bei ihm Jochen Finke, Franz Havemann, Gabriele Koerbl, Harry Leupold, Ralf Winkler, Horst Sagert, Einar Schleef und Christine Stromberg.
Kilger war Mitglied des Verbands Bildender Künstler der DDR und ab 1961 der Deutschen Akademie der Künste, die auch seinen Nachlass betreut.
Kilgers Grabstätte befindet sich auf dem Berliner Dorotheenstädtischen Friedhof. Der Lyriker Jens Gerlach widmete ihm in Dorotheenstädtische Monologe ein Gedicht.
1987 fand in Potsdam die Ausstellung Heinrich Kilger und seine Schüler statt.

## Ehrungen
- 1953: Nationalpreis der DDR II. Klasse
- 1966: Nationalpreis der DDR I. Klasse

## Filmografie
- 1957: Mutter Courage und ihre Kinder (Theateraufzeichnung)